# NGC 566
NGC 566 è una galassia lenticolare situata nella costellazione dei Pesci.

## Scoperta
La galassia NGC 566 è stata scoperta il 22 novembre 1827 dall'astronomo britannico John Herschel.